# Erich Merkel
Erich Merkel (* 20. Januar 1916) war ein deutscher Fußballspieler. Mit dem Planitzer SC war er 1937 und 1939 in den Schlussrundenspielen um den Tschammerpokal vertreten. 1948 wurde er mit der SG Planitz Ostzonenmeister. 

## Sportliche Laufbahn
Als 20-Jähriger erschien Erich Merkel als Mittelfeldspieler zur Saison 1937/38 erstmals im Aufgebot des sächsischen Gauligisten Planitzer SC. Er wirkte bereits in den beiden Spielen der Planitzer im Tschammerpokal 1937 gegen Beuthener SuSV 09 (3:1) und den VfB Stuttgart (0:2) mit. 1939 qualifizierte sich der Planitzer SC erneut für den Tschammerpokal, schied aber bereits in der 1. Schlussrunde aus. Bei der 2:6-Niederlage gegen Hertha BSC war Merkel ebenfalls dabei. Zur Saison 1940/41 gehörte er nicht mehr zum Aufgebot der Planitzer. Nach dem Ende des Zweiten Weltkriegs schloss sich Erich Merkel der neu gegründeten SG Planitz an. Mit Merkel qualifizierte sich die Sportgemeinschaft 1948 für die Fußball-Ostzonenmeisterschaft 1948. Die Westsachsen stießen bis in das Endspiel vor und wurden mit einem 1:0-Sieg über die SG Freiimfelde erster Fußballmeister der Ostzone. Der 32-jährige Erich Merkel war im Endspiel als rechter Verteidiger eingesetzt worden. Auch in der Saison 1948/49 gehörte Merkel noch zum Spieleraufgebot des Ostzonenmeisters, zog sich danach aber vom Spitzenfußball zurück. 